# Bert Diddens
Albert Nomdo (Bert) Diddens (Midwolda, 14 december 1928 − Heiloo, 28 augustus 2018) was een Nederlands hoogleraar natuurkunde.

## Biografie
Diddens was een zoon van dierenarts Nomdo Diddens (1901-1984) en Afien Aletta Muntinga (1905-1992). In 1953 slaagde hij cum laude voor het kandidaatsexamen wis- en natuurkunde aan de Rijksuniversiteit Groningen. In 1955 slaagde hij er eveneens cum laude voor het doctoraal examen. In 1957 promoveerde hij er op Spectroscopy with oriented nuclei. An investigation on the decay of Co56. Daarna werkte hij enige jaren bij het CERN te Genève. Van 1976 tot 1982 was hij de eerste directeur van de sectie Hoge Energie Fysica van het Nationaal instituut voor subatomaire fysica (Nikhef); hij legde de basis voor het samengaan van de secties "K" (Kernfysica) en "H" (Hoge-energiefysica) van het instituut. Per 1 juli 1978 werd hij voor een periode van vijf jaar benoemd tot bijzonder hoogleraar natuurkunde vanwege het Leids Universiteits Fonds; hij werd in 1983 en 1988 herbenoemd. Zijn oratie hield hij op 6 april 1979 onder de titel Elementaire deeltjes: chaos of wetmatigheid? Hij begeleidde verscheidene promovendi. Per 1 juli 1993 ging hij met emeritaat.
Prof. dr. A.N. Diddens overleed in 2018 op 89-jarige leeftijd. Hij trouwde in 1954 met Trijn A. van Zalen (†2013) met wie hij verschillende kinderen kreeg.